# Mauricio en los Juegos Olímpicos de Pekín 2008
Mauricio estuvo representado en los Juegos Olímpicos de Pekín 2008 por un total de 11 deportistas, 6 hombres y 5 mujeres, que compitieron en 7 deportes.
El portador de la bandera en la ceremonia de apertura fue el atleta Stéphan Buckland.

## Medallistas
El equipo olímpico mauriciano obtuvo las siguientes medallas:
| Nombre      | Deporte | Competición |
| ----------- | ------- | ----------- |
| Oro         |         |             |
| —           |         |             |
| Plata       |         |             |
| —           |         |             |
| Bronce      |         |             |
| Bruno Julie | Boxeo   | 54 kg M     |